# 人事心理學 (期刊)
《人事心理學》（Personnel Psychology）是主要內容涵蓋人事心理學領域，由約翰威立於1948年發行，經同行評審的科学期刊，一年出版四次（季刊）。目前總編輯是俄勒岡大學人力資源管理學教授瑪麗亞·L·克萊默。根據期刊引证报告，2016年的影响因子是，在心理學、應用類的80本期刊排第5。

## 外部連結
- 官方网站